# 훈장

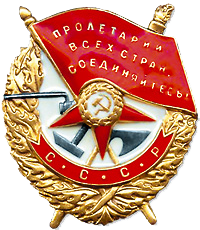

훈(勳)은 국가가 개인이나 단체에 대해 그 공적과 업적을 표창하기 위해 주는 영전(榮典)의 하나이다.

## 훈장의 격
1. 훈장: 가장 상위의 훈격(勳格). Order.
2. 포장: 훈장 다음가는 훈격. Medals of Honour.
3. 기장: 포장 다음가는 훈격. 기념장. Badge.

## 같이 보기

### 한국
- 대한제국의 훈장
- 대한민국의 훈장

### 미국
- 대통령 자유 훈장
- 명예 훈장
- 은성 훈장

### 영국
- 가터 훈장
- 바스 훈장
- 대영 제국 훈장

### 기타
- 레지옹 도뇌르 훈장
- 황금 박차 훈장
- 캐나다 훈장
- 오스트레일리아 훈장
- 철십자장
- 이탈리아 공화국 공로 훈장